# 디에이치
THE H(디에이치)는 현대자동차그룹의 주력 계열사인 현대건설이 2015년 고급 주택시장을 선도하기 위해서 만든  하이엔드 주택 브랜드이며, 현대건설은 2016년 상반기 분양 예정인 서울 개포동 개포주공3단지에 가장 먼저 프리미엄 브랜드인  THE H를 적용하기로 했으며 2015년 6월 20일 서울 강남권 재건축 시장의 최대어로 꼽혔던 서울 서초구 반포동 '삼호가든맨션 3차'에 적용하여 대림산업과 롯데건설을 제치고 수주에 성공했다. 현대건설은 삼호가든맨션 3차 터에 전용 59~132m2 규모의 아파트 835채를 지하 3층~지상 34층, 6개동 규모로 재건축할 계획이다.

## 브랜드 소개

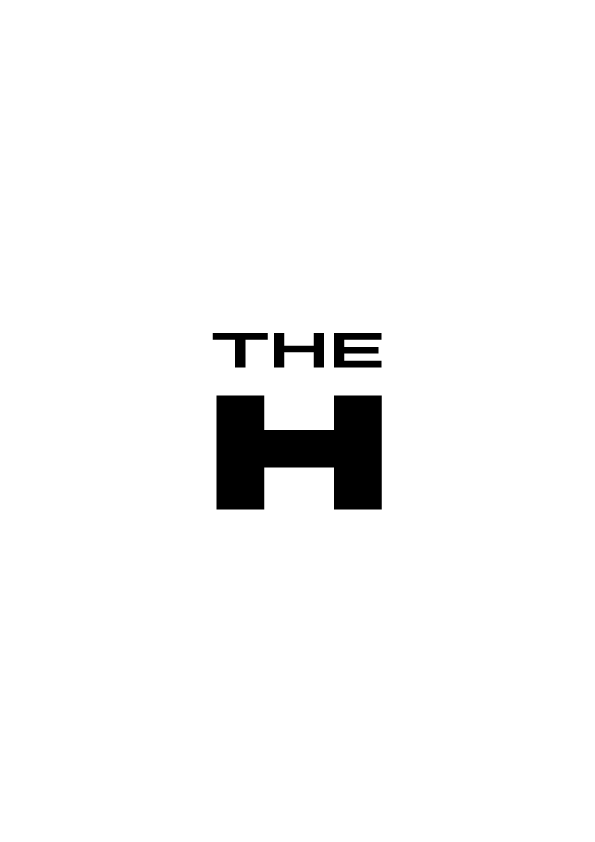

'THE H'는 기존 아파트와 달리 대한민국에서 가장 Life와 Style에서 앞서가는 리더들을 위하여 살아가면서 필요한 서비스(A/S, 생활관리서비스 등)까지도 획기적으로 개선한 대한민국 최초의 완벽한 프리미엄 주거를 의미하는 하이엔드 브랜드이다.
'THE H'의 'THE'는 단 하나의 이름, ORIGINALITY, 단 하나뿐인 완벽한 프리미엄 라이프를 의미하고, 'H'는 대한민국 최고의 현대자동차그룹과 현대건설의 영문 HYUNDAI의 머릿글자인 동시에, 완벽한 프리미엄 라이프를 위한 글로벌 건설리더 현대건설의 강한 의지와 자신감의 표현이자 HIGH-END HOUSING의 글로벌 기준, 고귀하고 선택된 HIGH LIVING SOCIETY를 의미한다.

## 같이 보기
- 힐스테이트